# Birth (singolo Dardust)
Birth è un singolo del musicista italiano Dardust, pubblicato il 15 aprile 2016 come secondo estratto dall'album omonimo.
Il 27 ottobre 2017 è uscita una nuova versione realizzata con il cantante Wrongonyou.

## Video musicale
Il video, diretto da Alessandro Marconi, è stato reso disponibile il 9 aprile 2016 attraverso il canale YouTube dell'artista.

## Tracce
1. Birth (feat. Wrongonyou) – 4:14

## Formazione
Hanno partecipato alle registrazioni, secondo le note di copertina di Birth:
Musicisti
- Dario Faini – arrangiamento, pianoforte, voce, sintetizzatore, elettronica, arrangiamento strumenti ad arco
- Vanni Casagrande – arrangiamento, programmazione, sintetizzatore, elettronica, batteria
- Carmelo Emanuele Piatti – arrangiamento strumenti ad arco, primo violino
- Isabel Gallego Lanau – secondo violino
- Matteo Lipari – viola
- Sofia Nitti – violoncello
- Martina Milzoni – contrabbasso

Produzione
- Dario Faini – produzione artistica, produzione
- Vanni Casagrande – produzione
- Birgir Jón Birgisson – registrazione pianoforte, batteria e percussioni
- Donato Romano – registrazione strumenti ad arco
- Nacor Fischetti – missaggio
- Sam John – mastering